# Nagymuzsaly
Nagymuzsaly (ukránul Мужієве (Muzsijeve / Muzhiyeve), oroszul Мужиево (Muzsijevo / Mužievo), szlovákul Mužjová): falu Ukrajnában a Beregszászi járásban.

## Fekvése
A Borzsa-folyó jobb partján fekvő falu Beregszásztól 8 km-re délkeletre található.

## Nevének eredete
Neve szláv személynévből (Muzej) ered.

## Története
Nagymuzsaly már az őskorban is lakott terület volt. 1232-ben Muse néven említették először. A falu ekkor már két részből állott: Keleti részén királyi népek laktak, nyugati része várföld volt, melyet II. András adott a beregi királyi uradalom gondnokának, és határát is leiratta. 1280-ban IV. László király Eberhard fia Kunch ispánnak adományozta a települést. 1377-ben Kunch ispán fia Eberhardt fia Péter lampertszászi bíró Magyar Pálnak 50 márkáért eladta tartozékaival együtt.

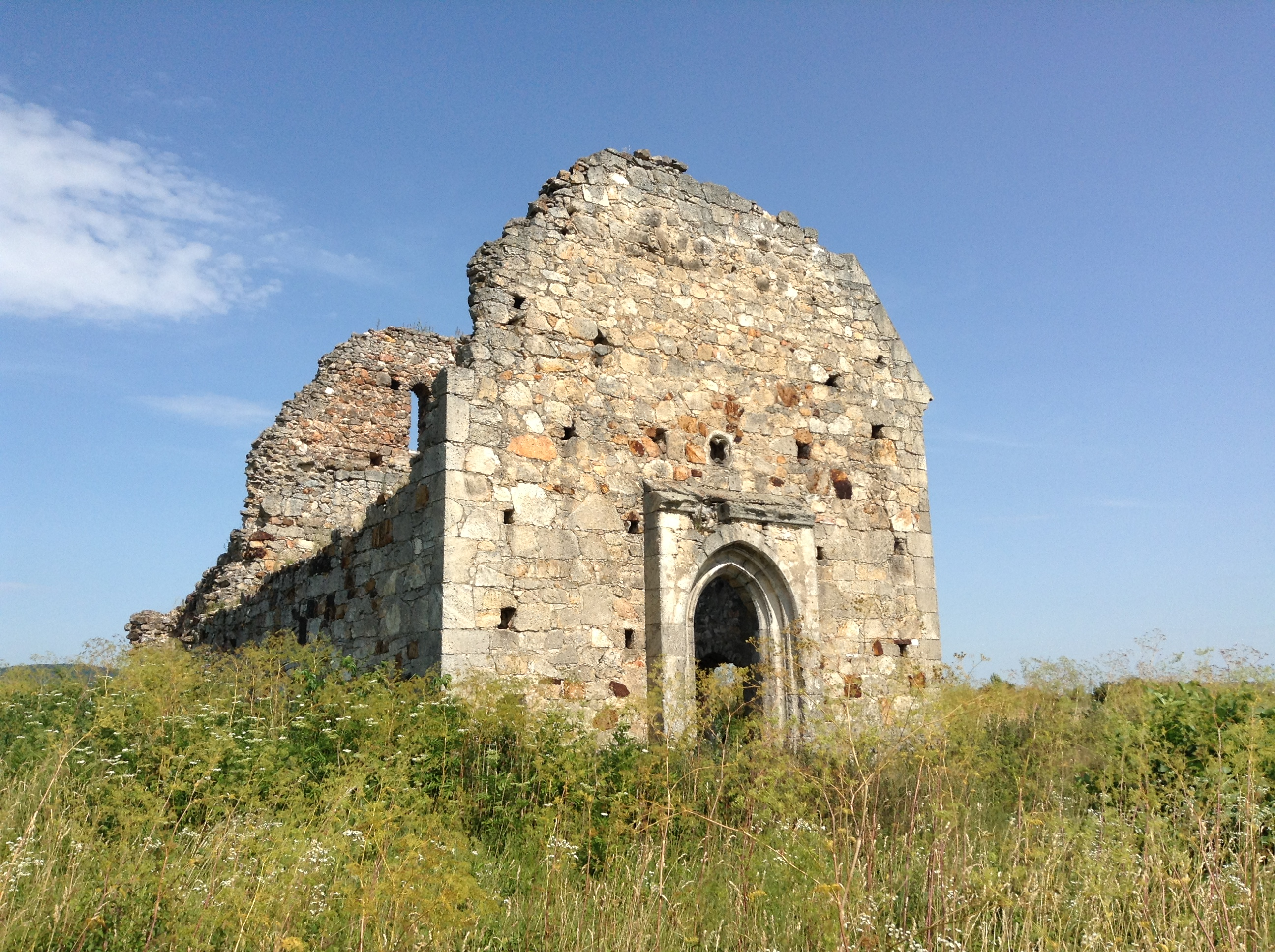
A romtemplom

Kismuzsaly egykori 14. századi templomának csak romjai állnak, 1657-ben pusztult el. A falut 1566-ban a tatárok, 1657-ben a lengyelek pusztították el.
Az egyik közeli barlangban 1831-ben mintegy 50 lakos csontvázát találták meg. A határában talált aranyérem leletet is valószínűleg ekkor, a fosztogatók elől rejtették el. 1657-ben Kismuzsaly lakosai is itt telepedtek le.
A trianoni békeszerződésig Bereg vármegye Tiszaháti járásához tartozott.

## Népessége
1910-ben 1505, túlnyomórészt magyar lakosa volt.
A 2001-es népszámlálás során a lakosság elérte a 2086 főt, melyből 1717 fő (82,3%) magyar, 342 fő (16,4%) ukrán, 25 fő (1,2%) orosz anyanyelvűnek vallotta magát (0,1% egyéb).

## Neves személyek
- Itt született 1750 körül Beregszászi Nagy Pál nyelvtudós.
- Itt született 1949-ben Nagy Zoltán Mihály József Attila-díjas kárpátaljai magyar költő, író.
- Itt született 1984-ben Tarpai Viktória Jászai Mari-díjas magyar színésznő.
- Itt élt Morvay Pál (1750-1814) királyi tanácsos és alispán.
- Itt élt Vidnyánszky Attila (1964) Kossuth- és Jászai Mari-díjas kárpátaljai származású magyar színházi rendező, filmrendező.
- Itt hunyt el 1827-ben Wolny András Rafael botanikus, mineralógus, tanár.
- Itt tanult Rácz József (1976) Jászai Mari-díjas magyar színművész.

## Látnivalók
- Nagymuzsaly temploma késő gótikus 15. századi eredetű. Fa harangtornya a 17. század közepén épült.
- Kismuzsaly középkori templomának romjai.

## Forrás
- A történelmi Magyarország atlasza és adattára 1914 ISBN 963 85683 3 X

## Külső hivatkozások
- Nagymuzsaly romtemplomja
- Nagymuzsalyi református templom